# カルロス・テベス
カルロス・アルベルト・テベス（Carlos Alberto Tevez (スペイン語発音: [ˈkaɾlos ˈteβes]), 1984年2月5日 - ）は、アルゼンチン・ブエノスアイレス州シウタデラ出身の元サッカー選手。現サッカー指導者。元アルゼンチン代表。現役時代のポジションはフォワード。

## 経歴

### 生い立ち
ブエノスアイレスの貧民街で5人兄弟の長男として生まれた。

### クラブ

#### 南米
プリメーラB・ナシオナル（2部）のCAオール・ボーイズでプレーしていた時にボカ・ジュニアーズにスカウトされ、13歳でボカ・ジュニアーズの下部組織に入団した。17歳でトップチームデビューするとすぐにレギュラーの座を獲得した。
ボカ・ジュニアーズ所属時代は2003年のリーグ優勝、コパ・リベルタドーレス優勝、トヨタカップではACミランをPK戦の末に破るなど大きな活躍をした。
MSI社が保有権を獲得し、特殊な移籍形態で2004年にSCコリンチャンス・パウリスタに移籍した。移籍から半年後にはキャプテンを任され、2005年のブラジル全国選手権1部で優勝した。アルゼンチン人ながらブラジルのサッカーファンに愛された。ブラジルのルイス・イナシオ・ルーラ・ダ・シルヴァ大統領は、「アルゼンチン人サッカー選手がブラジルで活躍することはないだろう」と発言したことがあったが、テベスがリーグ最優秀選手に輝いたために自身の発言を謝罪した。2003年から2005年まで3年連続で南米年間最優秀選手賞に輝いた。

#### ウェストハム・ユナイテッド
2006年、ハビエル・マスチェラーノとともにプレミアリーグのウェストハム・ユナイテッドFCに移籍する。入団当初は不振であったが、シーズン終盤には10試合で7得点を挙げて、チームを残留に導く原動力となる。

#### マンチェスター・ユナイテッド

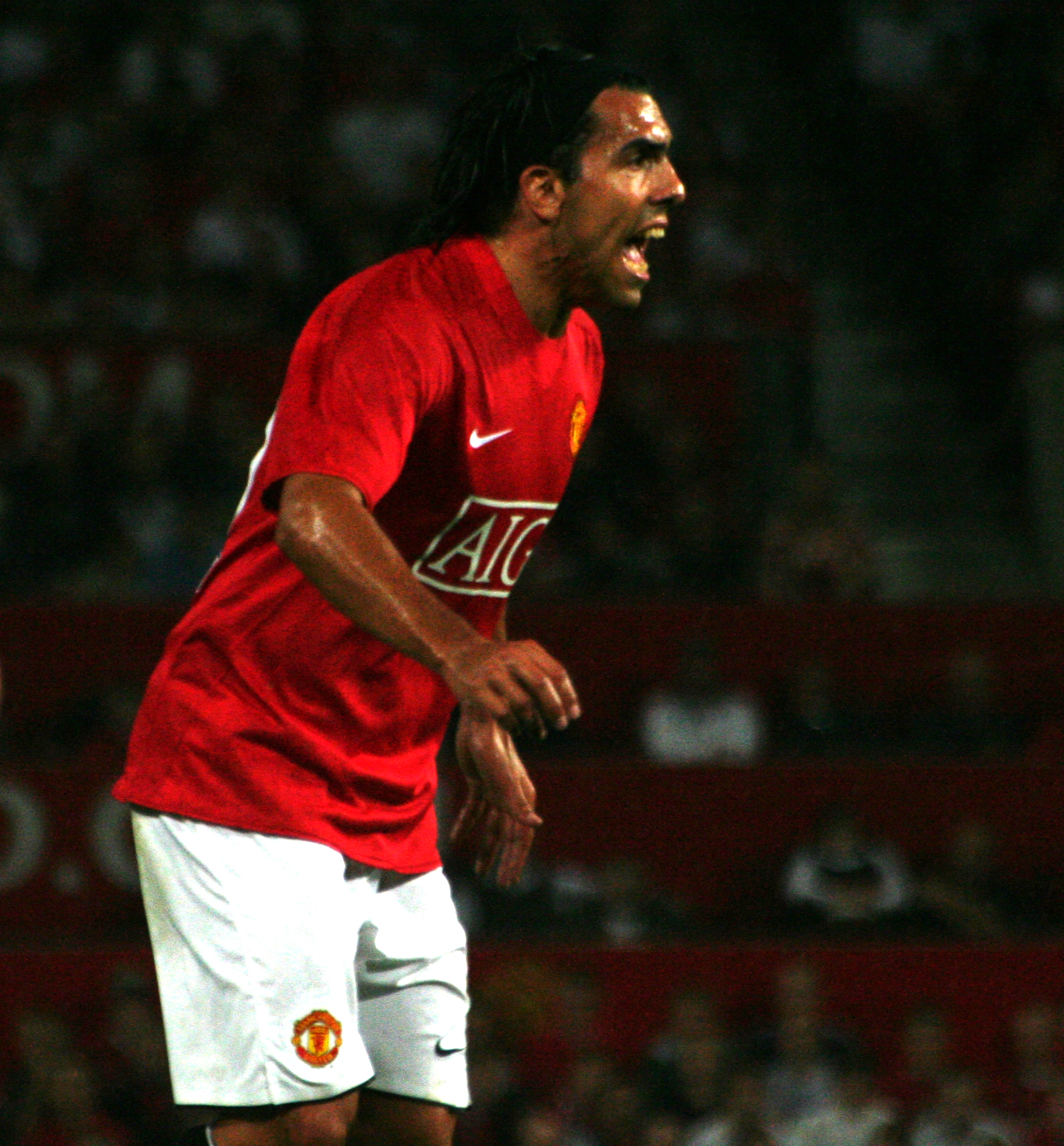
マンチェスター・ユナイテッドFCでのテベス

2007年にマンチェスター・ユナイテッドFCに2年間の期限付き移籍が決定した。2007-08シーズンはマンチェスター・ユナイテッドの2冠（プレミアリーグ・UEFAチャンピオンズリーグ）に貢献。48試合に出場し19得点を挙げた。2008年12月に行われたFIFAクラブワールドカップで優勝したため、南米・欧州の両代表で同タイトルを獲得した史上初の選手となった。

#### マンチェスター・シティ

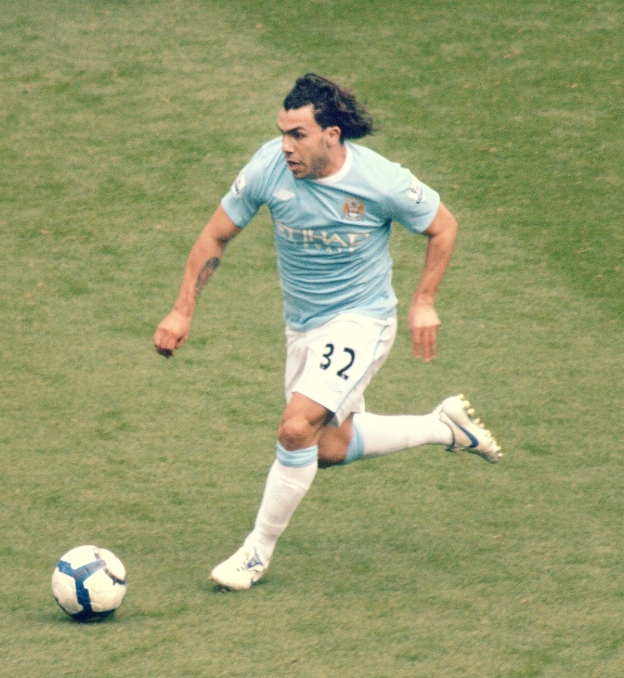
マンチェスター・シティFCでのテベス

2009年7月13日、契約満了に伴いマンチェスター・シティFCに5年契約で移籍した。移籍1年目に23得点を挙げる活躍でチームの中心となると、2010-11シーズンからはキャプテンに就任。クラブ35年ぶりのタイトルとなるFAカップ優勝と、クラブ初となるチャンピオンズリーグ出場権獲得に貢献。またプレミアリーグでは20得点を挙げ、マンチェスター・ユナイテッドで共にプレーしたディミタール・ベルバトフとともに初の得点王に輝いた。
2011年のシーズンオフには移籍志願したものの、条件が折り合わずに残留となった。だが2011年9月27日、UEFAチャンピオンズリーグのバイエルン・ミュンヘン戦で途中出場を拒否したとして騒動となった。この出場拒否により週給4週間分の罰金を科せられたが、イングランドサッカー選手協会の異議により2週間分に減額。ロベルト・マンチーニ監督は謝罪すれば起用するとしたものの、謝罪を拒否しアルゼンチンに無断帰国するなどした。そのため2011-12シーズンの冬の移籍期間ではACミランへの移籍が有力視されていたが、条件が折り合わず残留。2012年2月21日、クラブの公式ページで謝罪を発表。
2012-13シーズンはリーグ戦は11得点に終わったものの14アシストをあげた。

#### ユヴェントス
2013年6月、ユヴェントスFCへの移籍が決定。移籍金は合計1200万ユーロともいわれている。契約は3年間。背番号は、ミシェル・プラティニ、ロベルト・バッジョ、アレッサンドロ・デル・ピエロといった名選手が背負った10番である。2013-14シーズンはリーグ戦でチーム最多となる19ゴールを決め、ユヴェントスの優勝に貢献した。
2014-15シーズンは32試合に出場し20ゴールを記録、リーグ優勝とコッパ・イタリア獲得に貢献した。また、チャンピオンズリーグでも13試合に出場し7ゴールと活躍しユヴェントスの決勝進出に貢献した。

#### ボカへの帰還
2015年6月、テベスの古巣ボカ・ジュニアーズがテベスの復帰を発表。約11年ぶりの復帰となる。

#### 上海申花へ移籍
2016年12月29日、中国サッカー・スーパーリーグの上海申花への移籍が発表された。世界最高額の年俸3800万ユーロ（約47億円）として話題になったが、同じく中国スーパーリーグに移籍したエセキエル・ラベッシの年俸が日本円にして約60億円で上回るともされる。背番号は32番。しかし、中国での生活に馴染めず、また、中国リーグの姿勢を批判するなど、問題行動を連発し、ファンからの批判も浴び、2018年1月6日に契約を解消したことが発表された。

#### ボカへの再帰還
2018年5月よりボカに再復帰した。2019-20シーズンのスーペルリーガ・アルヘンティーナ第23節、ヒムナシア・ラプラタ戦で決勝ゴールを決め、最終節を前に1ポイント差で首位を走っていたリーベルに逆転、34度目のリーグ制覇を果たした。しかし2021年に退団を表明。
ボカ・ジュニアーズ退団後は無所属の状態が続いていたが、母国アルゼンチンのトーク番組内で引退を明言。

## 代表経歴
2001年のFIFA U-17世界選手権に出場し、2得点を記録。アテネオリンピックでは、8ゴールを記録して得点王となり、ハビエル・マスチェラーノらと共にアルゼンチンの金メダル獲得に大きく貢献した。
A代表では2004年3月30日のエクアドル戦でデビュー。コパ・アメリカ2004のペルー戦で決勝点となる代表初得点を挙げた。
2006 FIFAワールドカップのメンバーにも選ばれ、セルビア・モンテネグロ戦で途中出場し、得点を決めている。
2010 FIFAワールドカップ決勝トーナメント1回戦の対メキシコ戦で、前半26分にリオネル・メッシからのパスを受けて先制ゴールを決める。パスを受けたのはオフサイドポジションだったが、判定によりテベスのゴールが認められた。この試合でテベスはミドルシュートでもう1得点を挙げ、大会選定のマンオブザマッチに選出された。
アレハンドロ・サベーラが監督となってからはなぜかチームの戦術の構想からは外され、2014年ワールドカップの代表候補30人にも選ばれなかった。テベスが代表から外された理由についてはフリオ・グロンドーナ会長やリオネル・メッシとの関係悪化が噂された。もっともグロンドーナは大会終了後に他界し、テベス自身はメッシとの確執については否定している。
2014年10月27日、国際親善試合に向けて国外クラブに所属するアルゼンチン代表メンバー25人を発表し約3年ぶりの代表復帰となった。しかし、2018 FIFAワールドカップ南米予選には招集されず、コパ・アメリカ2015、コパ・アメリカ・センテナリオも未招集に終わり、代表からは事実上引退状態となっていた。

## 監督業

### ロサリオ・セントラル
2022年6月22日、当時国内リーグで22位と低迷していたロサリオ・セントラルの監督に就任することが発表された。同年6月25日、監督として初陣となったヒムナシア・イ・エスグリマ戦では80分に失点を喫し、0-1で負けた。その次の試合も1-2で落とし連敗したものの、7月9日に行われたサルミエント戦ではファクンド・ブオナノッテのゴールによって1-0で勝利し、デビュー3戦目で監督としての初白星をあげた。最終的に27試合7勝11分9敗の成績で、シーズン終了後に退任した。

### インデペンディエンテ
2023年8月22日、CAインデペンディエンテの監督に就任したことが発表された。インデペンディエンテはシーズン前半戦で低迷し降格の可能性もあるが、会見では「自分のキャリアを懸けて監督を引き受けた」と覚悟を示した。

## エピソード
- テベスは1歳の時に誤って熱湯を浴び、火傷を負った。母親によってタオルにくるまれた際に繊維が皮膚に付着し、首や胸には成人になった現在でも傷が残っている[6]。ボカ・ジュニアーズ時代に、この火傷の痕を取り除く手術の費用をチームが負担するとオファーされたものの、「この顔は神様から与えてもらったものだから、変えるつもりはない。それに、この傷は生きてきた証でもある。」として固辞している[24]。

- 2004年コパ・リベルタドーレス準決勝第2戦のリーベル・プレート戦でゴールを決めた際、ユニフォームを脱ぎ、鶏を真似た踊り、いわゆる「チキンダンス」のゴールパフォーマンスを披露したが、これが相手チームへの侮辱行為とみなされて退場処分を受けた[25]。

- 金銭にまみれた現代のサッカー界や年長者への敬意を欠く若手に辟易しており、早期の引退を希望していた[26]。

- マンチェスター・ユナイテッド監督のアレックス・ファーガソンが「自分が生きている間にシティに負けることはない」と発言をしていたことに対して反撃するかのごとく、2011-12シーズンのリーグ優勝パレードでテベスは「RIP Fergie（安らかに眠れ、ファーガソン）」と書いたプレートを掲げた。この事に対してマンチェスター・シティは謝罪の意を表明した[27]。

- 2014年7月29日、ブエノスアイレス近郊でテベスの育ての父が誘拐されたが身代金を払い、約8時間後に無事解放された[28]。

## 個人成績

### クラブ
| 国内大会個人成績 | 国内大会個人成績   | 国内大会個人成績 | 国内大会個人成績 | 国内大会個人成績 | 国内大会個人成績 | 国内大会個人成績 | 国内大会個人成績 | 国内大会個人成績   | 国内大会個人成績   | 国内大会個人成績 | 国内大会個人成績 |
| 年度             | クラブ             | 背番号           | リーグ           | リーグ戦         | リーグ戦         | リーグ杯         | リーグ杯         | オープン杯         | オープン杯         | 期間通算         | 期間通算         |
| 年度             | クラブ             | 背番号           | リーグ           | 出場             | 得点             | 出場             | 得点             | 出場               | 得点               | 出場             | 得点             |
| アルゼンチン     | アルゼンチン       | アルゼンチン     | アルゼンチン     | リーグ戦         | リーグ戦         | リーグ杯         | リーグ杯         | アルヘンティーナ杯 | アルヘンティーナ杯 | 期間通算         | 期間通算         |
| ---------------- | ------------------ | ---------------- | ---------------- | ---------------- | ---------------- | ---------------- | ---------------- | ------------------ | ------------------ | ---------------- | ---------------- |
| 2001-02          | ボカ・ジュニアーズ |                  | プリメーラ       | 11               | 1                | 0                | 0                | 0                  | 0                  | 11               | 1                |
| 2002-03          | ボカ・ジュニアーズ |                  | プリメーラ       | 32               | 11               | 0                | 0                | 0                  | 0                  | 32               | 11               |
| 2003-04          | ボカ・ジュニアーズ |                  | プリメーラ       | 23               | 12               | 0                | 0                | 0                  | 0                  | 23               | 12               |
| 2004-05          | ボカ・ジュニアーズ |                  | プリメーラ       | 9                | 2                | 0                | 0                | 0                  | 0                  | 9                | 2                |
| ブラジル         | ブラジル           | ブラジル         | ブラジル         | リーグ戦         | リーグ戦         | ブラジル杯       | ブラジル杯       | オープン杯         | オープン杯         | 期間通算         | 期間通算         |
| 2005             | コリンチャンス     |                  | セリエA          | 38               | 25               | 6                | 4                | 0                  | 0                  | 38               | 25               |
| 2006             | コリンチャンス     |                  | セリエA          | 9                | 6                | 0                | 0                | 0                  | 0                  | 9                | 6                |
| イングランド     | イングランド       | イングランド     | イングランド     | リーグ戦         | リーグ戦         | FLカップ         | FLカップ         | FAカップ           | FAカップ           | 期間通算         | 期間通算         |
| 2006-07          | ウェストハム       | 32               | プレミア         | 26               | 7                | 0                | 0                | 1                  | 0                  | 27               | 7                |
| 2007-08          | マンチェスター・U  | 32               | プレミア         | 34               | 14               | 0                | 0                | 2                  | 1                  | 36               | 15               |
| 2008-09          | マンチェスター・U  | 32               | プレミア         | 29               | 5                | 6                | 6                | 3                  | 2                  | 38               | 13               |
| 2009-10          | マンチェスター・C  | 32               | プレミア         | 35               | 23               | 6                | 6                | 1                  | 0                  | 42               | 29               |
| 2010-11          | マンチェスター・C  | 32               | プレミア         | 31               | 20               | 0                | 0                | 6                  | 3                  | 37               | 24               |
| 2011-12          | マンチェスター・C  | 32               | プレミア         | 13               | 4                | 1                | 0                | 0                  | 0                  | 14               | 4                |
| 2012-13          | マンチェスター・C  | 32               | プレミア         | 34               | 11               | 1                | 0                | 6                  | 5                  | 41               | 16               |
| イタリア         | イタリア           | イタリア         | イタリア         | リーグ戦         | リーグ戦         | イタリア杯       | イタリア杯       | オープン杯         | オープン杯         | 期間通算         | 期間通算         |
| 2013-14          | ユヴェントス       | 10               | セリエA          | 34               | 19               | 1                | 0                | 0                  | 0                  | 35               | 19               |
| 2014-15          | ユヴェントス       | 10               | セリエA          | 32               | 20               | 1                | 0                | 0                  | 0                  | 33               | 20               |
| アルゼンチン     | アルゼンチン       | アルゼンチン     | アルゼンチン     | リーグ戦         | リーグ戦         | リーグ杯         | リーグ杯         | アルヘンティーナ杯 | アルヘンティーナ杯 | 期間通算         | 期間通算         |
| 2015             | ボカ・ジュニアーズ | 10               | プリメーラ       | 12               | 5                | 0                | 0                | 5                  | 4                  | 17               | 9                |
| 2016             | ボカ・ジュニアーズ | 10               | プリメーラ       | 11               | 4                | 0                | 0                | 4                  | 2                  | 17               | 6                |
| 2016-17          | ボカ・ジュニアーズ | 10               | プリメーラ       | 11               | 5                | 0                | 0                | 0                  | 0                  | 11               | 5                |
| 通算             | アルゼンチン       | アルゼンチン     | プリメーラ       | 109              | 40               | 0                | 0                | 9                  | 6                  | 118              | 46               |
| 通算             | ブラジル           | ブラジル         | セリエA          | 47               | 31               | 6                | 4                | 0                  | 0                  | 53               | 35               |
| 通算             | イングランド       | イングランド     | プレミア         | 202              | 84               | 14               | 12               | 19                 | 11                 | 235              | 107              |
| 通算             | イタリア           | イタリア         | セリエA          | 66               | 39               | 2                | 0                | 0                  | 0                  | 35               | 19               |
| 総通算           | 総通算             | 総通算           | 総通算           | 392              | 179              | 22               | 16               | 24                 | 15                 | 438              | 210              |

| 国際大会個人成績 | 国際大会個人成績  | 国際大会個人成績 | 国際大会個人成績 | 国際大会個人成績 | 国際大会個人成績 | 国際大会個人成績 |
| 年度             | クラブ            | 背番号           | 出場             | 得点             | 出場             | 得点             |
| UEFA             | UEFA              | UEFA             | UEFA EL          | UEFA EL          | UEFA CL          | UEFA CL          |
| ---------------- | ----------------- | ---------------- | ---------------- | ---------------- | ---------------- | ---------------- |
| 2007-08          | マンチェスター・U | 32               | -                | -                | 12               | 4                |
| 2008-09          | マンチェスター・U | 32               | -                | -                | 9                | 2                |
| 2010-11          | マンチェスター・C | 32               | 6                | 0                | -                | -                |
| 2011-12          | マンチェスター・C | 32               | -                | -                | 1                | 0                |
| 2012-13          | マンチェスター・C | 32               | -                | -                | 5                | 0                |
| 2013-14          | ユヴェントス      | 10               | 6                | 1                | 6                | 0                |
| 2014-15          | ユヴェントス      | 10               | -                | -                | 13               | 7                |
| 通算             | UEFA              | UEFA             | 12               | 1                | 46               | 13               |

その他の国際公式戦
- 2017年
  - AFCチャンピオンズリーグ2017 東地区プレーオフ 1試合0得点

## 代表歴

### 出場大会
- アルゼンチン代表
  - 2006 FIFAワールドカップ
  - 2010 FIFAワールドカップ

### 試合数
- 国際Aマッチ 76試合 13得点（2004年 - 2015年）[29]

| アルゼンチン代表 | 国際Aマッチ | 国際Aマッチ |
| 年               | 出場        | 得点        |
| ---------------- | ----------- | ----------- |
| 2004             | 10          | 2           |
| 2005             | 9           | 0           |
| 2006             | 8           | 2           |
| 2007             | 13          | 3           |
| 2008             | 4           | 0           |
| 2009             | 8           | 1           |
| 2010             | 8           | 4           |
| 2011             | 4           | 1           |
| 2012             | 0           | 0           |
| 2013             | 0           | 0           |
| 2014             | 2           | 0           |
| 2015             | 10          | 0           |
| 通算             | 76          | 13          |

### 得点
| #  | 開催年月日    | 開催地                                               | 対戦国                 | スコア | 結果 | 試合概要                          |
| -- | ------------- | ---------------------------------------------------- | ---------------------- | ------ | ---- | --------------------------------- |
| 1  | 2004年7月17日 | チクラーヨ, エスタディオ・エリアス・アギーレ         | ペルー                 | 0-1    | 0-1  | コパ・アメリカ2004                |
| 2  | 2004年7月20日 | リマ, エスタディオ・ナシオナル                       | コロンビア             | 1-0    | 3-0  | コパ・アメリカ2004                |
| 3  | 2006年3月1日  | バーゼル, ザンクト・ヤコブ・パルク                   | クロアチア             | 1-1    | 3-2  | 親善試合                          |
| 4  | 2006年6月16日 | ゲルゼンキルヒェン, フェルティンス・アレーナ         | セルビア・モンテネグロ | 5-0    | 6-0  | 2006 FIFAワールドカップ           |
| 5  | 2007年6月1日  | バーゼル ザンクト・ヤコブ・パルク                    | スイス                 | 0-1    | 1-1  | 親善試合                          |
| 6  | 2007年6月5日  | バルセロナ, カンプ・ノウ                             | アルジェリア           | 1-0    | 4-3  | 親善試合                          |
| 7  | 2007年6月28日 | マラカイボ, エスタディオ・ホセ・パチェンチョ・ロメロ | アメリカ合衆国         | 4-1    | 4-1  | コパ・アメリカ2007                |
| 8  | 2009年3月28日 | ブエノスアイレス, エル・モヌメンタル                 | ベネズエラ             | 2-0    | 4-0  | 2010 FIFAワールドカップ・南米予選 |
| 9  | 2010年5月24日 | ブエノスアイレス, エル・モヌメンタル                 | カナダ                 | 4-0    | 5-0  | 親善試合                          |
| 10 | 2010年6月27日 | ヨハネスブルグ, FNBスタジアム                        | メキシコ               | 1-0    | 3-1  | 2010 FIFAワールドカップ           |
| 11 | 2010年6月27日 | ヨハネスブルグ, FNBスタジアム                        | メキシコ               | 3-0    | 3-1  | 2010 FIFAワールドカップ           |
| 12 | 2010年9月7日  | ブエノスアイレス, エル・モヌメンタル                 | スペイン               | 3-0    | 4-1  | 親善試合                          |
| 13 | 2011年6月20日 | ブエノスアイレス, エル・モヌメンタル                 | アルバニア             | 4-0    | 4-0  | 親善試合                          |

## 監督成績
| クラブ               | 就任          | 退任          | 記録 | 記録 | 記録 | 記録 | 記録 | 記録 | 記録   | 記録   |
| クラブ               | 就任          | 退任          | 試合 | 勝   | 分   | 負   | 得点 | 失点 | 得失点 | 勝率 % |
| -------------------- | ------------- | ------------- | ---- | ---- | ---- | ---- | ---- | ---- | ------ | ------ |
| ロサリオ・セントラル | 2022年6月21日 | 2022年11月3日 | 24   | 6    | 11   | 7    | 24   | 25   | −1     | 025.00 |
| 通算                 | 通算          | 通算          | 24   | 6    | 11   | 7    | 24   | 25   | −1     | 025.00 |

## タイトル

### クラブ
ボカ・ジュニアーズ
- プリメーラ・ディビシオン：3回 (2003-04A, 2015, 2017-18,2019-20)
- コパ・リベルタドーレス：1回 (2003)
- トヨタカップ：1回 (2003)
- コパ・スダメリカーナ：1回 (2004)

SCコリンチャンス・パウリスタ
- カンピオナート・ブラジレイロ・セリエA：1回 (2005)

マンチェスター・ユナイテッドFC
- プレミアリーグ：2回 (2007-08, 2008-09[30])
- UEFAチャンピオンズリーグ：1回 (2007-08)
- FAコミュニティ・シールド：1回 (2008)
- FIFAクラブワールドカップ：1回 (2008)

マンチェスター・シティFC
- FAカップ：1回 (2010-11)
- プレミアリーグ：1回 (2011-12[30])

ユヴェントスFC
- セリエA：2回 (2013-14, 2014-15)
- コッパ・イタリア：1回（2014-15）
- スーペルコッパ・イタリアーナ：1回 (2013)

上海緑地申花足球倶楽部
- FAカップ : 1回（2017）

### 代表
- 南米ユース選手権：1回 (2003)
- オリンピックサッカー：1回 (2004 アテネ)

### 個人
- コパ・リベルタドーレス最優秀選手賞：1回 (2003[31])
- 南米年間最優秀選手賞：3回 (2003, 2004, 2005[32])
- 南米年間ベストイレブン : 4回 (2003, 2004, 2005, 2006)
- オリンピックサッカー得点王：1回 (2004 アテネ[33])
- カンピオナート・ブラジレイロ・セリエA最優秀選手賞：1回 (2005)
- カンピオナート・ブラジレイロ・セリエAベストイレブン：1回 (2005)
- カーリングカップ得点王：2回 (2009, 2010)
- プレミアリーグ得点王：1回 (2010-11)